# НТВ-Беларусь
НТВ-Беларусь — белорусский государственный телеканал. Является лицензированной версией российского федерального телеканала НТВ. Вещателем телеканала является «Национальная государственная телевизионная и радиовещательная компания Республики Беларусь». «НТВ-Беларусь» входит в тройку наиболее популярных телеканалов Беларуси. В Минске телеканал занимает 2 место по количеству просмотров, в Беларуси — третье место. Программная сетка телеканала формируется согласно правовым договорённостям с российской стороной. «НТВ-Беларусь» транслирует многие оригинальные передачи НТВ. Исключение в основном составляет содержание, распространение которого ограничено территорией России. Нелицензированный контент и критика Александра Лукашенко замещаются другими передачами или фильмами. Обладая хорошим соотношением рейтинга и стоимости рекламного времени НТВ-Беларусь является одним из самых востребованных рекламодателями телеканалов.

## История
Вещание НТВ в Беларуси началось в 1997 году, вскоре после полного перехода в собственность телекомпании всего эфирного времени «четвёртой кнопки» в России в ноябре 1996 года. Телекомпания изначально оплачивала распространение своего сигнала на Беларусь, поэтому НТВ в стране транслировалось в полном объёме — без местной рекламы и ограничений по времени вещания. Однако с 2000 года Белтелерадиокомпания начинает незаконную вставку своей рекламы в эфир НТВ (руководством НТВ это было расценено как самовольный захват рекламного времени НТВ со стороны БТРК). Переговоры между телекомпаниями ни к чему не приводят, и НТВ перестаёт оплачивать распространение сигнала на Беларусь. Следовательно, Белтелерадиокомпания приняла «ответные» меры, ограничив время работы канала в стране (утром вещание начиналось только в 8:00, а завершалось раньше, чем в Москве). Из эфира могли также исчезать некоторые боевики и эротические фильмы, показывавшиеся на российском канале, в связи с чем канал в Беларуси мог или также отключаться раньше по времени, или же забивать эти эфирные промежутки передачами другого содержания. Даже несмотря на то, что в 2004 году НТВ перешёл на круглосуточное вещание, Белтелерадиокомпания, как и раньше, ночью продолжала отключать вещание телеканала. В то же время, в ряде кабельных сетей Беларуси имелась возможность принимать сигнал оригинальной версии НТВ.
4 июля 2006 года на белорусских частотах НТВ Белтелерадиокомпания запустила собственную лицензированную версию НТВ под названием «НТВ-Беларусь».
В 2009 году канал начинает вставлять в сетку вещания свои проекты, среди которых — «Врачебные тайны» и «Астропрогноз», транслирующиеся до сих пор.
11 февраля 2019 года телеканал начал вещание в формате HD.

## Реклама
На «НТВ-Беларусь» вдвое больше рекламы, чем на НТВ и из-за этого, например, «Сегодня в 23:15» транслировалось в 23:30. Однако уже в 2011 году «НТВ-Беларусь» стало вновь придерживаться сетки вещания НТВ. С сентября 2015 года информационное шоу «Анатомия дня» транслировалось на полчаса раньше от НТВ.
С 1 сентября 2015 года на НТВ-Беларусь были убраны региональные рекламные блоки.

## Программы
- «Врачебные тайны плюс» (с 2009 года)
- «ЧП.BY» (с 2017 года) (выходит наравне с российским ЧП[9]). Особенностью ЧП.BY является отсутствие видео-репортажей. Вместо них используются обезличенные данные и фотографии, взятые с веб-сайтов. Выходит также итоговый выпуск под названием «Время итогов».
- Экспертиза преступлений
- За гранью (не следует путать с ток-шоу с таким названием, выходящем на НТВ с понедельника по четверг днём)
- Сегодня. Главное
- Квартирный вопрос.by (с 2020 года)
- То!Лото (с 2022 года)

После выпусков программы «Сегодня» идёт белорусский прогноз погоды. В утреннем эфире выпускаются рубрики собственного производства и повторяются программы с других телеканалов Белтелерадиокомпании. При этом, в эфире практически отсутствуют политические программы, в том числе ретрансляция российских ток-шоу.

## Вещание
«НТВ-Беларусь» осуществляет вещание в цифровом стандарте DVB-T. При этом сигнал распространяется через эфирное (аналоговые и цифровые передатчики) и кабельное телевидение. На 1 августа 2010 года технический охват аналогового эфирного вещания составляет 64,2 %, цифрового — 72,42 % населения Беларуси Также канал присутствует в основном пакете всех кабельных операторов республики. Канал вещает только на территории Беларуси. С 4 июля 2006 по 15 мая 2015 года канал транслировался в аналоговом формате.

## Цензура
- Телеканал много раз подвергался критике из-за того, что из программы «Сегодня» неоднократно вырезались сюжеты про Беларусь, в частности, с критикой Александра Лукашенко[10].

Техническая хитрость заключается в том, что новости заранее записываются со спутника, вещающего на восточные регионы России. Трансляция туда идет на несколько часов ранее, чем на Москву. Затем видеозапись монтируется в Минске. При этом из неё вырезают все сюжеты о президентских выборах и подменяют оригинальный выпуск новостей из России своим, смонтированным. В итоге, с точки зрения рядового зрителя, российские телеканалы о белорусских выборах якобы вообще не сообщают
- Сериал «Крёстный батька» не появлялся в эфире НТВ-Беларусь по понятным причинам. Руководитель дирекции телеканала НТВ-Беларусь Сергей Булацкий, во избежание проблем, отвечать на вопрос о причинах изъятия из эфира отказался.
- Программа «Международная пилорама» была запрещена к показу в Беларуси в ноябре 2016 года, через два месяца после премьеры. В выпуске от 19 или 26 ноября, попавшем под цензуру, ведущий Тигран Кеосаян высмеял реэкспорт Лукашенко в Россию санкционных товаров, из-за которого россияне «едят яблок в пять раз больше, чем их производят в Беларуси», рассказал «o белорусских гастарбайтерах, бегущих от нищеты и безработицы на родине, „выборах“, переписывании Конституции, целовании и необычной вертлявости диктатора, из-за которой он оказывается в „неудобных позах“ то перед Россией, то перед Западом»[11].

Только он что заявит, сразу белорусское молоко в России признают испорченным и запрещают. На этой неделе он сделал это снова.
Вы меня извините, сограждане, но не до хрена ли мы с вами жрем яблок? С другой стороны, куда Беларуси деваться, кроме как завалить нас яблоками? У них же всего две успешные бизнес-модели: картошка и пост президента. Впрочем, недавно появилась и третья: британские ученые сообщают, что в этом году самым прибыльным бизнесом стало изготовление наклеек «Сделано в Беларуси».
Впрочем, и после запрета программы к показу шутки про Лукашенко не прекращались. Часть выпуска от 13 мая 2017 года была посвящена гуманитарной помощи жителям Украины от Беларуси. НТВ заметило в списке туалетную бумагу. В дальнейшем шутки про президента Беларуси присутствовали практически в каждом выпуске программы.
Увидев украинское Евровидение, Беларусь так разжалобилась, что отправила в/на Украину туалетную бумагу. Давайте, во-первых, поздравим Беларусь: страна наконец-то нашла кого-то беднее себя. Как говорится, чем богаты, тем и подтирайтесь. 8 тысяч рулонов туалетной бумаги! Даже белорусы поняли, что в/на Украине жопа. Но пока не поняли, что 8 тысяч рулонов для украинской жопы явно недостаточно… Тушенка, масло, макароны и туалетная бумага: решили обеспечить весь пищеварительный процесс под ключ. Судя по набору, в/на Украине решили провести фестиваль макарон по-флотски, и организаторы чуют, что пройдет он не очень хорошо. Я даже не знаю, что вкуснее: белорусские макароны или белорусская туалетная бумага. Обидно только, что батька зажилил хохлам знаменитые белорусские ананасы. Дорогие украинцы, не забывайте: Лукашенко — пожилой человек. Банки потом верните!